# Хаме (Северна Македония)
Ха̀ме или А̀ме (на македонска литературна норма: Хаме; на албански: Hami) е село в Северна Македония, в община Дебър.

## География
Селото е разположено в областта Горни Дебър в югозападните склонове на планината Дешат.

## История
В Бигорския поменик селото е споменато като Хаме.
В XIX век Хаме е албанско село в Дебърска каза на Османската империя. В „Етнография на вилаетите Адрианопол, Монастир и Салоника“, издадена в Константинопол в 1878 година и отразяваща статистиката на населението от 1873 година, Амет е посочено като село с 53 домакинства, като жителите му са 87 помаци и 13 българи.
Според статистиката на Васил Кънчов („Македония. Етнография и статистика“) в 1900 година Аме има 160 жители арнаути мохамедани.
На Етнографската карта на Битолския вилает на Картографския институт в София от 1901 година Аме е чисто албанско село в Дебърската каза на Дебърския санджак с 32 къщи.
В 1915 година, по време на Първата световна война, селото е анексирано от Царство България. Към 1 март 1916 година Аме е част от Банищката община на българската Дебърска околия.
Според преброяването от 2002 година селото има 135 жители албанци.
| Националност | Всичко |
| македонци    | 0      |
| албанци      | 15     |
| турци        | 0      |
| роми         | 0      |
| власи        | 0      |
| сърби        | 0      |
| бошняци      | 0      |
| други        | 0      |